# 富蘭克林 (新澤西州)
富蘭克林（英語：Franklin）是位於美國新澤西州蘇塞克斯縣的自治市鎮。

## 人口
根據2020年美國人口普查的數據，富蘭克林的面積為11.47平方千米，當中陸地面積為11.28平方千米，而水域面積為0.19平方千米。當地共有人口4912人，而人口密度為每平方千米428人。